# ブグリバ県
ブグリバ県(フランス語：Bougouriba)は、ブルキナファソの南西部地方の県。
2006年の人口は約10.3万人。
県都はディエブグ。
総面積127km2のボンティオリ保護区がある。

## 行政区画

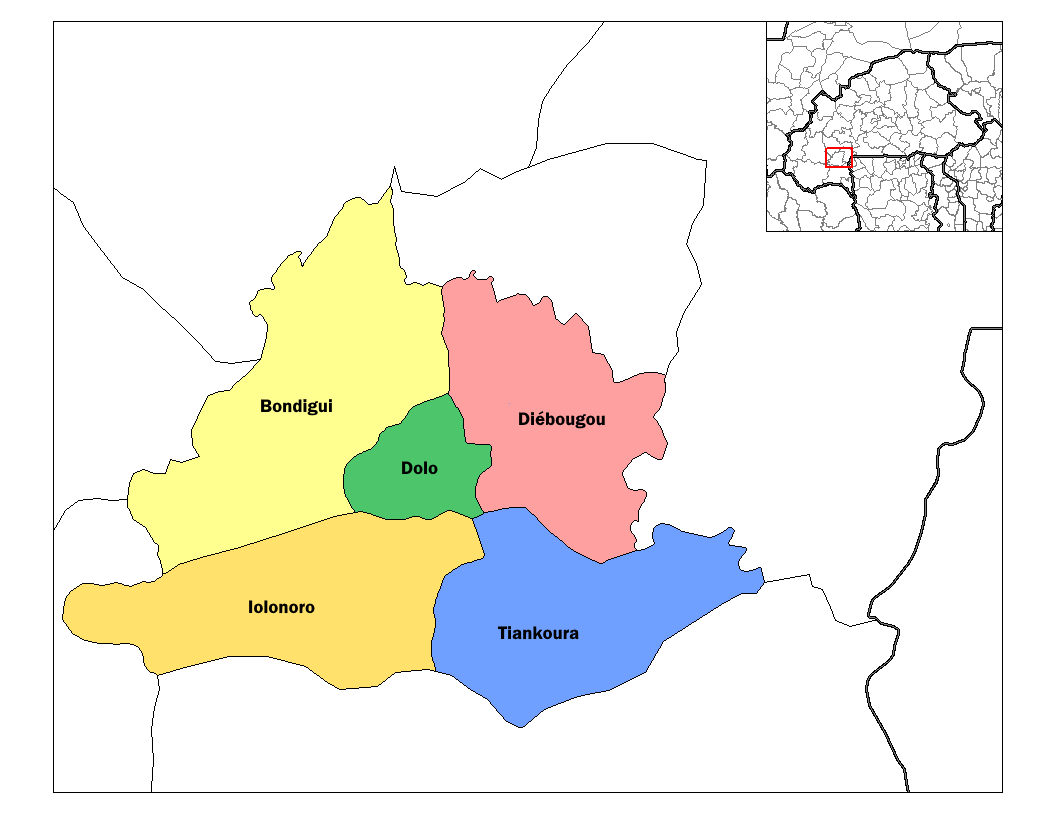
県の地図

| 郡               | 郡都           | 2006年の人口 |
| ---------------- | -------------- | ------------ |
| ボンディギュイ郡 | ボンディギュイ | 18,782       |
| ディエブグ郡     | ディエブグ     | 41,348       |
| ドロ郡           | ドロ           | 8,733        |
| イオロニオロ郡   | イオロニオロ   | 20,677       |
| ティアンクラ郡   | ティアンクラ   | 12,967       |

## 地理
- 北：トゥイ県
- 東：イオバ県
- 南：ポニ県
- 南西：コモエ県
- 北西：フエ県